# Persone di nome James/Calciatori
| Questa pagina contiene informazioni ricavate automaticamente dalle voci biografiche con l'ausilio del template Bio e di un bot. L'aggiornamento è periodico e automatico e ricostruisce completamente la pagina. Se manca una persona in questa lista, sei pregato di non aggiungerla, ma accertati piuttosto che la sua voce biografica contenga il template Bio e che i dati anagrafici siano correttamente compilati. Se il template Bio manca, inseriscilo tu stesso o, in alternativa, metti l'avviso {{tmp\|Bio}} che ne segnala la mancanza. Se i dati riportati sono sbagliati, correggi direttamente la voce biografica; le modifiche saranno visibili in questa lista entro pochi giorni. Per chiarimenti vedi il progetto antroponimi. La lista contiene solo le 228 persone che sono citate nell'enciclopedia e per le quali è stato implementato correttamente il template Bio. Pagina aggiornata al 22 lug 2025. |

Questa è una lista di persone presenti nell'enciclopedia che hanno il nome James e sono calciatori.

## A(6)
- James Abankwah, calciatore irlandese (Waterford, n. 2004)
- Jimmy Adamson, calciatore e allenatore di calcio inglese (Ashington, n. 1929 - Nelson, † 2011)
- James Alderton, calciatore inglese (Wingate, n. 1924 - Kidderminster, † 1998)
- Juan Anderson, calciatore argentino (Buenos Aires, n. 1872 - Reading, † 1932)
- Jimmy Ashcroft, calciatore inglese (Liverpool, n. 1878 - † 1943)
- Jamie Ashdown, ex calciatore inglese (Reading, n. 1980)

## B(26)
- James Bagshaw, calciatore inglese (Derby, n. 1885 - Nottingham, † 1966)
- James Bailey, ex calciatore inglese (Bollington, n. 1988)
- Jimmy Banks, calciatore statunitense (Milwaukee, n. 1964 - Milwaukee, † 2019)
- James Bannatyne, ex calciatore neozelandese (Lower Hutt, n. 1975)
- James William Barrett, calciatore inglese (Londra, n. 1907 - † 1970)
- James Guy Barrett, calciatore inglese (Londra, n. 1930 - Londra, † 2014)
- Jim Baxter, calciatore britannico (Hill O'Beath, n. 1939 - Glasgow, † 2001)
- James Beadle, calciatore inglese (Londra, n. 2004)
- Tanner Beason, calciatore statunitense (Winston-Salem, n. 1997)
- Jim Beglin, ex calciatore irlandese (Waterford, n. 1963)
- Jimmy Binning, calciatore scozzese (Blantyre, n. 1927)
- Fred Blackburn, calciatore inglese (Blackburn, n. 1878 - Ilford, † 1951)
- Jim Blyth, ex calciatore scozzese (Perth, n. 1955)
- Jim Bokern, ex calciatore statunitense (Saint Louis, n. 1952)
- James Bonne, ex calciatore seychellese (n. 1977)
- Jamie Bosio, ex calciatore gibilterriano (Dublino, n. 1991)
- Jimmy Brain, calciatore e allenatore di calcio inglese (Bristol, n. 1900 - Barnet, † 1971)
- James Bree, calciatore inglese (Wakefield, n. 1997)
- James Brewerton, ex calciatore gallese (St Asaph, n. 1979)
- Jimmy Briggs, calciatore scozzese (Dundee, n. 1937 - Dundee, † 2011)
- Jim Andrew Brogan, calciatore scozzese (Glasgow, n. 1944 - Glasgow, † 2018)
- James Brown, calciatore scozzese (Leith, n. 1907)
- Craig Brown, calciatore e allenatore di calcio scozzese (Hamilton, n. 1940 - Ayr, † 2023)
- James Brown, calciatore maltese (Dover, n. 1998)
- James Buckle, calciatore nordirlandese (Belfast, n. 1854 - † 1884)
- Jimmy Bullard, ex calciatore e personaggio televisivo inglese (Londra, n. 1978)

## C(21)
- Jimmy Calderwood, calciatore e allenatore di calcio scozzese (Glasgow, n. 1955 - Bearsden, † 2025)
- Jim Cameron, ex calciatore scozzese (n. 1946)
- James Cardona, ex calciatore colombiano (n. 1967)
- James Carragher, calciatore inglese (Liverpool, n. 2002)
- Jimmy Case, ex calciatore e allenatore di calcio inglese (Liverpool, n. 1954)
- James Chamanga, calciatore zambiano (Luanshya, n. 1980)
- James Chambers, ex calciatore inglese (Sandwell, n. 1980)
- James Chester, calciatore inglese (Warrington, n. 1989)
- James Michael Collins, ex calciatore gallese (Newport, n. 1983)
- James Collins, calciatore inglese (Coventry, n. 1990)
- Bobby Combe, calciatore scozzese (Leith, n. 1924 - † 1991)
- James Comley, calciatore montserratiano (Londra, n. 1991)
- James Conlin, calciatore inglese (Consett, n. 1881 - Fiandre, † 1917)
- Ian Bryson, ex calciatore scozzese (Kilmarnock, n. 1962)
- Jamie Coombes, calciatore gibilterriano (Gibilterra, n. 1996)
- James Coppinger, ex calciatore inglese (Guisborough, n. 1981)
- James Cowan, calciatore e allenatore di calcio scozzese (Alexandria, n. 1868 - Londra, † 1918)
- Jimmy Crabtree, calciatore inglese (Burnley, n. 1871 - Birmingham, † 1908)
- Jim Craig, ex calciatore scozzese (Glasgow, n. 1943)
- James Craigen, calciatore inglese (Preston, n. 1991)
- James Crawford, calciatore scozzese (Glasgow, n. 1904 - † 1976)

## D(10)
- Jimmy Davidson, calciatore scozzese (Douglas Water, n. 1925 - † 1996)
- James Dayton, ex calciatore inglese (Enfield, n. 1988)
- Jimmy Delaney, calciatore scozzese (Cleland, n. 1914 - Cleland, † 1989)
- Jimmy Dimmock, calciatore inglese (Edmonton, n. 1900 - Edmonton, † 1972)
- James Donachie, calciatore australiano (Sunnybank, n. 1993)
- Jimmy Douglas, calciatore statunitense (East Newark, n. 1898 - Point Pleasant, † 1972)
- Jimmy Dugdale, calciatore inglese (Liverpool, n. 1932 - † 2008)
- James Dunn, calciatore scozzese (Glasgow, n. 1900 - † 1963)
- Jimmy Dunne, calciatore irlandese (Drogheda, n. 1997)
- James Davis Borikó, calciatore spagnolo (Palma di Maiorca, n. 1995)

## E(3)
- James Easton Jr., ex calciatore canadese (Dumbarton, n. 1965)
- Jim Ervin, ex calciatore nordirlandese (n. 1985)
- James Eto'o, calciatore camerunese (n. 2000)

## F(8)
- James Fanchone, ex calciatore francese (Le Mans, n. 1980)
- Jimmy Ferris, calciatore nordirlandese (Belfast, n. 1894 - Belfast, † 1932)
- James Forrest, calciatore scozzese (Bothwell, n. 1927 - † 1992)
- James Forrest, calciatore scozzese (Prestwick, n. 1991)
- Jimmy Forrest, calciatore inglese (Blackburn, n. 1864 - † 1925)
- Jim Forrest, calciatore scozzese (Glasgow, n. 1944 - † 2023)
- Jim Fotheringham, calciatore scozzese (Hamilton, n. 1933 - Corby, † 1977)
- Jim Furnell, ex calciatore inglese (Clitheroe, n. 1937)

## G(12)
- Jimmy Gabriel, calciatore e allenatore di calcio scozzese (Dundee, n. 1940 - Phoenix, † 2021)
- Jimmy Gallagher, calciatore scozzese (Kirkintilloch, n. 1901 - Cleveland, † 1971)
- James Garner, calciatore inglese (Birkenhead, n. 2001)
- James Gentle, calciatore statunitense (Brookline, n. 1904 - Filadelfia, † 1986)
- Jimmy Gibb, calciatore nordirlandese (Belfast, n. 1912 - † 1958)
- James Gibson, ex calciatore nordirlandese (n. 1940)
- Jimmy Gibson, calciatore scozzese (Larkhall, n. 1901 - Erdington, † 1978)
- Jimmy Glazzard, calciatore inglese (Normanton, n. 1923 - † 1996)
- James Gomez, calciatore gambiano (Bakary Sambouya, n. 2001)
- Jimmy Greaves, calciatore inglese (Londra, n. 1940 - Danbury, † 2021)
- Jimmy Greenhoff, ex calciatore e allenatore di calcio inglese (Barnsley, n. 1946)
- James Ha, ex calciatore hongkonghese (Middlesbrough, n. 1992)

## H(12)
- James Hamilton, calciatore nordirlandese (Belfast, n. 1858 - † 1932)
- Jimmy Hampson, calciatore britannico (Little Hulton, n. 1906 - Fleetwood, † 1938)
- James Hanson, calciatore inglese (Manchester, n. 1904)
- James Harper, calciatore inglese (Chelmsford, n. 1980)
- James Henry, calciatore inglese (Reading, n. 1989)
- Jimmy Hill, calciatore e allenatore di calcio inglese (Londra, n. 1928 - Hurstpierpoint, † 2015)
- James Hill, calciatore inglese (Bristol, n. 2002)
- Jimmy Hogan, calciatore e allenatore di calcio inglese (Nelson, n. 1882 - Burnley, † 1974)
- James Holland, ex calciatore australiano (Sydney, n. 1989)
- Jim Holton, calciatore scozzese (Lesmahagow, n. 1951 - † 1993)
- James Horsfield, ex calciatore inglese (Hazel Grove, n. 1995)
- James Husband, calciatore inglese (Leeds, n. 1994)

## I(1)
- James Igbekeme, calciatore nigeriano (Lagos, n. 1995)

## J(6)
- James Jackson, calciatore scozzese (Cambuslang, n. 1875)
- James Jeggo, calciatore australiano (Vienna, n. 1992)
- Jim Johnson, calciatore inglese (Stockton-on-Tees, n. 1923 - Stockton-on-Tees, † 1987)
- Jimmy Johnstone, calciatore scozzese (Viewpark, n. 1944 - Uddingston, † 2006)
- James Jones, calciatore britannico (Camberwell, n. 1873 - Hove, † 1955)
- James Justin, calciatore inglese (Luton, n. 1998)

## K(4)
- James Keene, calciatore inglese (Wells, n. 1985)
- Jimmy Kelly, ex calciatore nordirlandese (Crumlin, n. 1954)
- Jimmy Kelly, ex calciatore inglese (Carlisle, n. 1957)
- James Knowles, calciatore nordirlandese (n. 1993)

## L(7)
- James Lang, calciatore scozzese (n. 1851 - † 1929)
- James Lawrence, calciatore inglese (Henley-on-Thames, n. 1992)
- Jamie Lawrence, ex calciatore giamaicano (Londra, n. 1970)
- James Lea Siliki, calciatore francese (Sarcelles, n. 1996)
- Jim Leighton, ex calciatore e allenatore di calcio scozzese (Johnstone, n. 1958)
- Jim Lewis, calciatore inglese (Londra, n. 1927 - Kelvedon Hatch, † 2011)
- Jamie Lowery, ex calciatore canadese (Port Alberni, n. 1961)

## M(45)
- James Dens da Silva, ex calciatore brasiliano (Curitiba, n. 1986)
- Jamie MacDonald, calciatore scozzese (Broxburn, n. 1986)
- James Charles Mack, calciatore americo-verginiano (Newport News, n. 1988)
- Jamie Mackie, ex calciatore inglese (Dorking, n. 1985)
- James Maddison, calciatore inglese (Coventry, n. 1996)
- James Main, calciatore britannico (West Calder, n. 1886 - Edimburgo, † 1909)
- James Marcelin, ex calciatore haitiano (Saint-Marc, n. 1986)
- JT Marcinkowski, calciatore statunitense (Alamo, n. 1997)
- James Masters, calciatore australiano (Wollongong, n. 1892 - Wollongong, † 1955)
- James Matola, ex calciatore zimbabwese (Salisbury, n. 1977)
- Jimmy Maurer, calciatore statunitense (Lawrenceville, n. 1988)
- Jamie McAllister, ex calciatore e allenatore di calcio scozzese (Glasgow, n. 1978)
- James McArthur, ex calciatore scozzese (Glasgow, n. 1987)
- James McAtee, calciatore inglese (Salford, n. 2002)
- James McCall, calciatore scozzese (Renton, n. 1865 - Renton, † 1925)
- Jim McCalliog, ex calciatore e allenatore di calcio scozzese (Glasgow, n. 1946)
- James McCarthy, calciatore scozzese (Glasgow, n. 1990)
- James McClean, calciatore irlandese (Derry, n. 1989)
- Jimmy McColl, calciatore scozzese (Glasgow, n. 1892 - † 1978)
- Jimmy McColl, calciatore scozzese (Glasgow, n. 1924 - Edimburgo, † 2013)
- Gordon McDonald, calciatore canadese (Walton, n. 1878 - Haileybury, † 1938)
- James McEveley, ex calciatore scozzese (Liverpool, n. 1985)
- James McEwen, calciatore e allenatore di calcio inglese (Bootle, n. 1872 - † 1942)
- James McGarry, calciatore neozelandese (Mosgiel, n. 1998)
- Jimmy McGrory, calciatore e allenatore di calcio scozzese (Glasgow, n. 1904 - Glasgow, † 1982)
- Jimmy McIntyre, calciatore e allenatore di calcio inglese (Wednesbury, n. 1881 - Surrey, † 1954)
- Jim McLaughlin, calciatore e allenatore di calcio nordirlandese (Derry, n. 1940 - Derry, † 2024)
- James McMorran, ex calciatore scozzese (Muirkirk, n. 1942)
- Jim McNab, calciatore scozzese (Denny, n. 1940 - † 2006)
- James Meredith, ex calciatore australiano (Albury, n. 1988)
- James Meyer, ex calciatore australiano (Sydney, n. 1986)
- Jim Milburn, calciatore inglese (Ashington, n. 1919 - Wakefield, † 1985)
- Jimmy Millar, calciatore scozzese (Edimburgo, n. 1934 - † 2022)
- James Milner, calciatore inglese (Leeds, n. 1986)
- James Mitchell, calciatore inglese (Manchester, n. 1897 - Leicester, † 1975)
- James Moga, ex calciatore sudanese (Nimule, n. 1983)
- Jamie Mole, ex calciatore inglese (Newcastle upon Tyne, n. 1988)
- Thabiso Monyane, calciatore sudafricano (n. 2000)
- Jamie Mulgrew, calciatore nordirlandese (Belfast, n. 1986)
- Jakes Mulholland, calciatore statunitense (Passaic, n. 1902 - Paterson, † 1969)
- Jimmy Murphy, calciatore e allenatore di calcio gallese (Pentre, n. 1910 - Manchester, † 1989)
- Jamie Murphy, calciatore scozzese (Glasgow, n. 1989)
- Jimmy Murray, calciatore scozzese (Edimburgo, n. 1933 - † 2015)
- Jimmy Murray, calciatore inglese (Elvington, n. 1935 - Lichfield, † 2008)
- James Musa, calciatore neozelandese (Plymouth, n. 1992)

## N(4)
- James Naka, calciatore salomonese (Honiara, n. 1984)
- James Nanor, ex calciatore ghanese (n. 1976)
- James Ndjeungoue, calciatore camerunese (n. 2003)
- James Nelson, calciatore scozzese (Greenock, n. 1901 - † 1956)

## O(5)
- James John O'Brien, ex calciatore irlandese (Alexandria, n. 1987)
- James Francis Edward O'Connor, ex calciatore inglese (Birmingham, n. 1984)
- James O'Shea, calciatore irlandese (Dublino, n. 1988)
- James Obiorah, ex calciatore nigeriano (Jos, n. 1978)
- James Okwuosa, calciatore nigeriano (Lagos, n. 1990)

## P(7)
- James Pantemis, calciatore canadese (Kirkland, n. 1997)
- John Payne, calciatore inglese (Camberwell, n. 1899 - Leytonstone, † 1942)
- James Penrice, calciatore scozzese (Livingston, n. 1998)
- James Perch, calciatore inglese (Mansfield, n. 1985)
- James Phiri, calciatore zambiano (Lusaka, n. 1968 - † 2001)
- James Frederick McLeod Prinsep, calciatore britannico (n. 1861 - † 1895)
- James Pritchett, calciatore neozelandese (Watford, n. 1982)

## Q(1)
- James Quinn, ex calciatore nordirlandese (Coventry, n. 1974)

## R(9)
- Jamie Reid, calciatore nordirlandese (Torquay, n. 1994)
- James Rhody, calciatore statunitense (Paterson, n. 1896 - Kearny, † 1944)
- Jimmy Richardson, calciatore inglese (Ashington, n. 1911 - † 1964)
- James Riley, ex calciatore statunitense (Colorado Springs, n. 1982)
- Jimmy Robson, calciatore inglese (Pelton, n. 1939 - † 2021)
- James Rodríguez, calciatore colombiano (Cúcuta, n. 1991)
- Jimmy Rooney, ex calciatore australiano (Dundee, n. 1945)
- Jimmy Ross, calciatore scozzese (Edimburgo, n. 1866 - Manchester, † 1902)
- Jimmy Ruffell, calciatore inglese (Doncaster, n. 1900 - Bury St Edmunds, † 1989)

## S(20)
- James Santos das Neves, calciatore brasiliano (Foz do Iguaçu, n. 1995)
- James Sánchez, ex calciatore colombiano (Barranquilla, n. 1988)
- James Sands, calciatore statunitense (Rye, n. 2000)
- James Sangala, ex calciatore malawiano (n. 1986)
- James Scanlon, calciatore gibilterriano (n. 2006)
- Jim Scott, ex calciatore scozzese (Falkirk, n. 1940)
- James Scott, calciatore scozzese (Glasgow, n. 2000)
- Jimmy Settle, calciatore inglese (Millom, n. 1875 - Horwich, † 1954)
- James Situma, ex calciatore keniota (Ndivisi, n. 1984)
- Jimmy Skinner, calciatore inglese (Beckenham, n. 1898 - Cranborne, † 1984)
- James Slattery, ex calciatore britannico (n. 1958)
- Jamie Smith, ex calciatore scozzese (Alexandria, n. 1980)
- James Smith, calciatore scozzese (Fordyce, n. 1844 - † 1876)
- Jim Smith, calciatore, allenatore di calcio e dirigente sportivo inglese (Sheffield, n. 1940 - Woodstock, † 2019)
- Jimmy Smith, calciatore inglese (Sheffield, n. 1930 - † 2022)
- James Spensley, calciatore, allenatore di calcio e educatore inglese (Stoke Newington, n. 1867 - Magonza, † 1915)
- James Squair, calciatore inglese (Edimburgo, n. 1884 - Fuorigrotta, † 1909)
- Jim Standen, ex calciatore e crickettista inglese (Londra, n. 1935)
- Jimmy Steward, ex calciatore honduregno (n. 1946)
- Scot Symon, calciatore e allenatore di calcio scozzese (Errol, n. 1911 - † 1985)

## T(8)
- James Tarkowski, calciatore inglese (Manchester, n. 1992)
- James Tavernier, calciatore inglese (Bradford, n. 1991)
- James Thomas, ex calciatore gallese (Swansea, n. 1979)
- James J. Thomson, calciatore scozzese (Annan, n. 1851 - † 1915)
- James Tomkins, calciatore inglese (Basildon, n. 1989)
- Jim Townsend, calciatore scozzese (Greenock, n. 1945 - † 2020)
- James Trafford, calciatore inglese (Carlisle, n. 2002)
- James Troisi, calciatore australiano (Adelaide, n. 1988)

## V(1)
- James Vincent, calciatore inglese (Glossop, n. 1989)

## W(11)
- James Ward-Prowse, calciatore inglese (Portsmouth, n. 1994)
- James Wearmouth, ex calciatore anglo-verginiano (Road Town, n. 1969)
- James Weatherup, ex calciatore nordirlandese
- James Weir, calciatore scozzese (n. 1851 - † 1887)
- James Weir, ex calciatore inglese (Preston, n. 1995)
- Andrew Wenger, ex calciatore statunitense (Lancaster, n. 1990)
- James Wesolowski, ex calciatore australiano (Sydney, n. 1987)
- James Wilson, calciatore gallese (Chepstow, n. 1989)
- James Wilson, calciatore inglese (Biddulph, n. 1995)
- James Wilson, calciatore scozzese (Edimburgo, n. 2007)
- Jimmy Windridge, calciatore inglese (Birmingham, n. 1882 - † 1939)

## Y(1)
- James Younghusband, ex calciatore filippino (Ashford, n. 1986)